# Plotting
Plotting, chiamato Flipull (フリップル?, Furippuru) e spesso sottotitolato An Exciting Cube Game in Giappone, è un videogioco arcade rompicapo pubblicato nel 1989 dalla Taito, basato sulla cancellazione di blocchi quadrati lanciandogli contro altri blocchi che riportano lo stesso simbolo. Successivamente venne pubblicato dalla stessa Taito come Flipull per NES, Sharp X68000 e Game Boy, quest'ultimo anche in occidente, mentre la Ocean Software lo pubblicò nel 1990 come Plotting per Amiga, Atari ST, Amstrad CPC Plus, Amstrad GX4000, Commodore 64 e ZX Spectrum. Sembra tuttavia che la versione Commodore 64, nonostante fosse stata completata e recensita favorevolmente da più riviste, per ragioni sconosciute non arrivò mai all'effettiva pubblicazione commerciale, ma venne diffusa informalmente.
La versione arcade emulata venne poi inclusa nella raccolta Taito Legends del 2005. Negli anni vennero inoltre prodotti diversi cloni per varie piattaforme. Anche Plotting per Apple IIGS, uscito come shareware nel 1991 e fedele all'originale, è probabilmente una conversione non autorizzata.

## Modalità di gioco
Plotting è un rompicapo in tempo reale con l'obiettivo di rimuovere dall'area di gioco bidimensionale un certo numero di blocchi accatastati. Ci sono quattro tipi di blocchi, contraddistinti da un simbolo colorato, disposti in modo casuale. Il giocatore controlla un personaggio dall'aspetto di una piccola massa molle e tondeggiante, che si muove solo in verticale lungo un lato dell'area. Il personaggio trasporta un blocco che può sparare in orizzontale contro gli altri blocchi, ammucchiati sul lato opposto. Se il blocco sparato ne colpisce un altro dello stesso tipo, lo elimina; se incontra più blocchi dello stesso tipo in fila, li elimina tutti e si ottiene un bonus proporzionale al loro numero. Il blocco si ferma quindi al primo blocco con simbolo diverso, e ne prende il posto, mentre ora il giocatore dovrà sparare il blocco diverso. I blocchi accatastati sono soggetti anche alla gravità, e se vengono eliminati quelli sottostanti, scendono verso il basso.
Quando il blocco sparato colpisce una parete, prosegue la sua corsa verso il basso. Poiché il soffitto dell'area di gioco sopra i blocchi presenta dei gradini, questi si possono sfruttare per fare tiri angolati e colpire la catasta dall'alto anziché di lato. Se comunque il blocco sparato non colpisce nulla, oppure colpisce direttamente un blocco diverso senza eliminarne nessuno, rimbalza e ritorna al giocatore, che lo dovrà sparare di nuovo.
Il gioco è strutturato in livelli, ciascuno con un limite di tempo, esaurito il quale la partita termina. Inoltre se il giocatore si trova in una situazione nella quale non è possibile in alcun modo colpire un blocco dello stesso simbolo, perde una delle vite, ma può riprendere dal punto in cui era finché ha vite e tempo.
All'inizio di ogni livello, oppure dopo la perdita di una vita, il blocco da sparare è di un tipo speciale chiamato zapper e identificato da un fulmine. Gli zapper sono jolly che permettono di eliminare tutti i quattro tipi di blocchi normali, quindi possono sempre andare a segno, ma dopo l'uso diventano blocchi normali. Andando avanti nei livelli compaiono anche blocchi speciali immobili a forma di tubo, che fungono da ostacoli che possono essere attraversati solo in verticale dal blocco sparato.
In molte versioni (arcade, Amiga, Atari, Amstrad, Game Boy) è disponibile una modalità a due giocatori in simultanea, con lo schermo diviso verticalmente in due aree indipendenti, o nel caso del Game Boy con due console collegate via cavo. Nella versione arcade i due giocatori non si influenzano a vicenda, ma nelle conversioni è stata introdotta la possibilità di sfida diretta: quando con una mossa si elimina più di un blocco, un numero proporzionale di blocchi viene aggiunto a quelli dell'avversario.
Nelle versioni Amiga e Atari ST è disponibile anche un editor di livelli.